# Sint-Odiliakerk

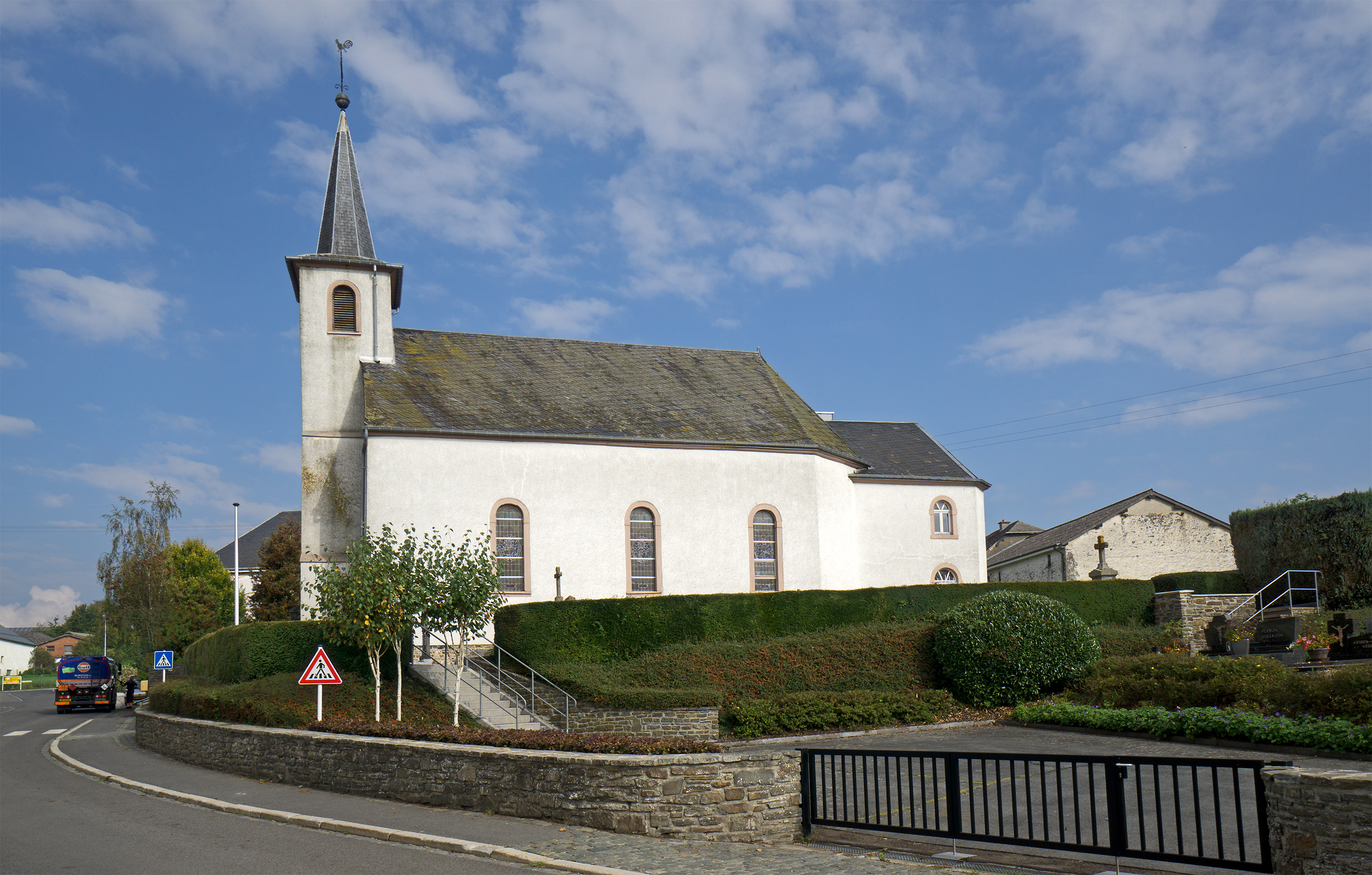
Sint-Odiliakerk

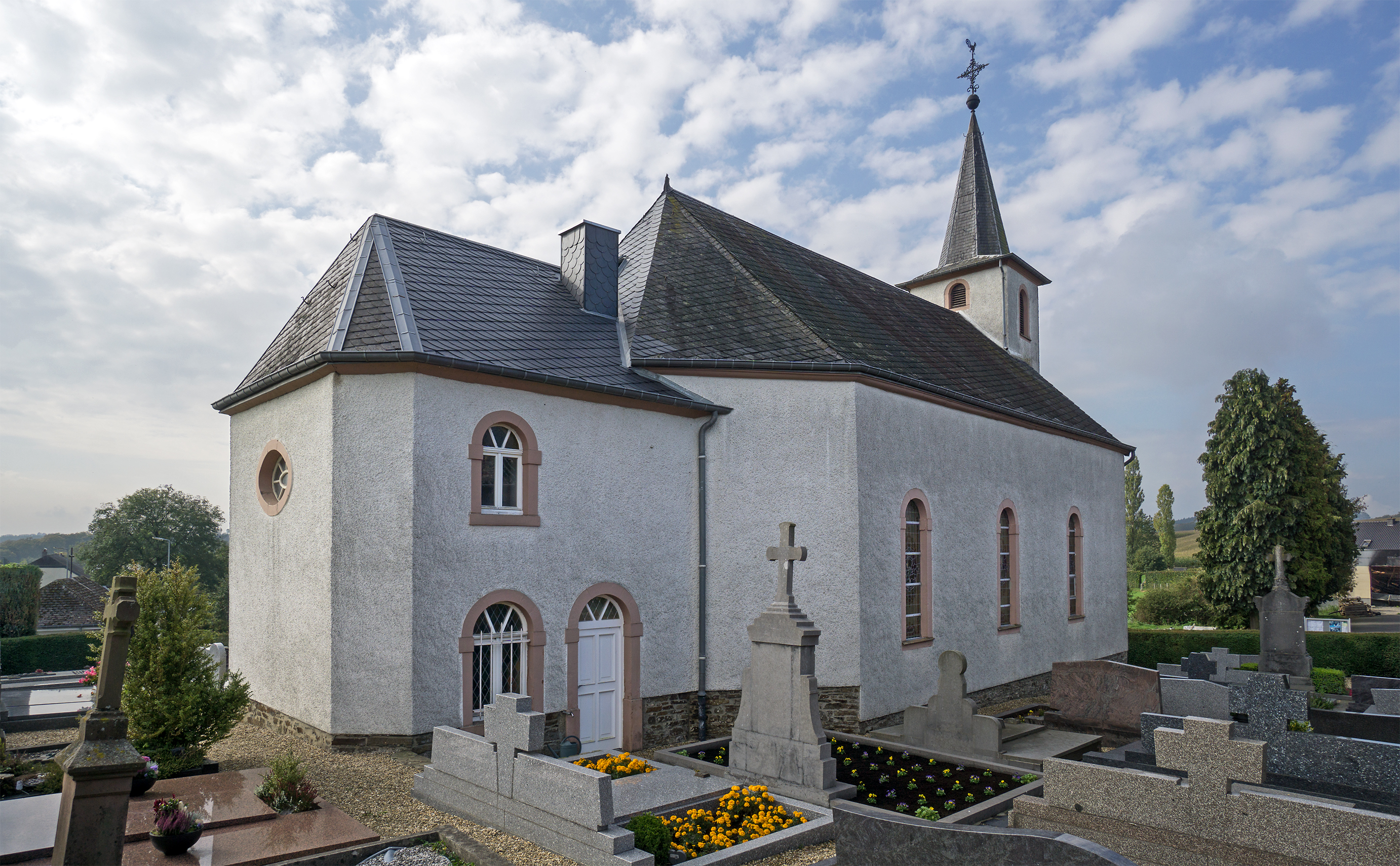

De Sint-Odiliakerk is een kerkgebouw in Beiler in de gemeente Weiswampach in Luxemburg. De kerk staat op een kerkheuvel in het midden van het dorp aan de hoofdweg en rond de kerk ligt het kerkhof.
De kerk is gewijd aan Sint-Odilia.

## Geschiedenis
De kerk stamt uit het jaar 1857 en heeft een typische landelijke stijl. 

## Opbouw
Het witgeschilderde georiënteerde kerkgebouw bestaat uit een westtoren met ingesnoerde torenspits, en schip met drie traveeën, een driezijdige koorsluiting en aangebouwde sacristie.